# 33480 Бартолуччі
33480 Бартолуччі (33480 Bartolucci) — астероїд головного поясу, відкритий 4 квітня 1999 року.
Тіссеранів параметр щодо Юпітера — 3,466.